# Districte de Cəbrayıl
Cəbrayıl (àzeri: Cəbrayıl, armeni: Ջաբրայիլ/J̌abrayil), és un districte de l'Azerbaidjan amb el centre administratiu a la ciutat de Cəbrayıl, que es troba a la part sud-oest de la República de l'Azerbaidjan, a les muntanyes menors del Caucas. Limita amb la República Islàmica de l'Iran al sud, el districte de Zangilan al sud-oest, el districte de Qubadli a l'oest, el districte de Khojavend al nord i el districte de Fuzuli a l'est. Des de la guerra de l'Alt Karabakh està administrat per la república d'Artsakh.

## Etimologia
El nom de Jabrayil va ser pres del nom del poble Jabrayil que era el centre de la regió. Jabrayil, que va ser el fundador del poble de Jabrayil, va ser un del seguidors del sultà Ahmed que va viure al segle viii i els territoris entre la muntanya Zuyaret i el riu Araz pertanyien al pare Jabrayil i els seus fills.

## Història
El territori va ser ocupat per les forces armènies el 23 d'agost de 1993, durant la Guerra de l'Alt Karabakh i va ser administrat com a part de la província d'Hadrut de l'autoproclamada República d'Artsakh. La regió té 1.050 quilòmetres quadrats de superfície. 72 escoles secundàries, 8 hospitals, 5 mesquites, 2 museus, 120 monuments històrics, 149 centres culturals i uns 100 pobles van quedar totalment destruïts. A més, el districte es va despoblar. El 9 d'octubre de 2020, el Ministeri de Defensa azerbaidjanès va anunciar que havia entrat a la ciutat central del districte, Jabrayil, de les forces armènies.

## Estructura administrativa
Segons el Comitè Estadístic Estatal de la República de l'Azerbaidjan el 2013, hi havia 1 ciutat, 4 assentaments i 92 pobles al districte que té un territori de 1050 km².

## Demografia
El 1979 hi vivien 43.047 persones. En concret els Azerbaidjanos eren el 98,5% (42.415). La resta eren Russos 1% (434), Armenis 0,1% (41) o Lezgins 0,1% (33). El 1989 hi vivien 49.156 persones.

## Persones destacades
- Ashiq Qurbani (1477-?) - va ser un poeta i cantant folk azerí
- Ashiq Peri (1811-1847) - va ser un poeta i cantant folk azerí